# ジョン・キドール
ジョン・キドール（John Quidor、1801年1月26日 - 1881年12月13日）は、アメリカ合衆国の画家である。ハドソン・リバー派のスタイルの風景画も描いたが、ワシントン・アーヴィングの小説などの文芸作品を題材にした作品や風俗画も描いた。

## 略歴
ニューヨーク州のロックランド郡のタッパンで生まれた。10歳になるころ家族とニューヨーク市に移った。17歳になった1818年に肖像画家のジョン・ウェズリー・ジャービスのもとで見習いをする契約をして学び始めたが、別の弟子のヘンリー・インマン（1801-1846）に比べて、指導が十分にされていないと感じたキドールは1822年にジャービスを雇用契約違反で訴え、勝訴し、賠償金を受け取ったが、この訴訟はジャービスよりもクィダーの評判を傷つけた。
蒸気船の装飾や、消防団の団旗の制作などをして働いた後 1823年から文芸作品を題材に描くようになりミゲル・デ・セルバンテスの小説「ドン・キホーテ」を題材に描き、ワシントン・アーヴィングの短編小説「スリーピー・ホロウ」や「リップ・ヴァン・ウィンクル」、ジェイムズ・フェニモア・クーパーの『開拓者たち』などを題材にした。
この時期にはトーマス・ソープ（Thomas Bangs Thorpe: 1815–1878）やチャールズ・エリオット（Charles Loring Elliott: 1812-1868）を弟子にしていたが、ソープは教師としてのキドールがあまり働かなかったことに対しての不満を回想記に残している。
1835年にスタジオが火災になったことや、1830年代後半のコレラの流行、不景気などによってニューヨークでの活動をやめることになり、1837年にイリノイ州のクインシーに移り、8点の宗教画の大作8点を売った資金で農場を買った。この時の作品は1847年にニューヨークで展示されたが現在の所在は不明である。1851年にニューヨークに戻り、これまでとは異なるスタイルの作品を描き、1868年に絵を描くのをやめ、1869年に娘が住むニュージャージー州ジャージーシティに住み1881年にそこで亡くなった。
没後60年ほどたった1942年にブルックリン美術館で作品が展示された後、アメリカ美術の重要な画家として評価されるようになった。

## 作品

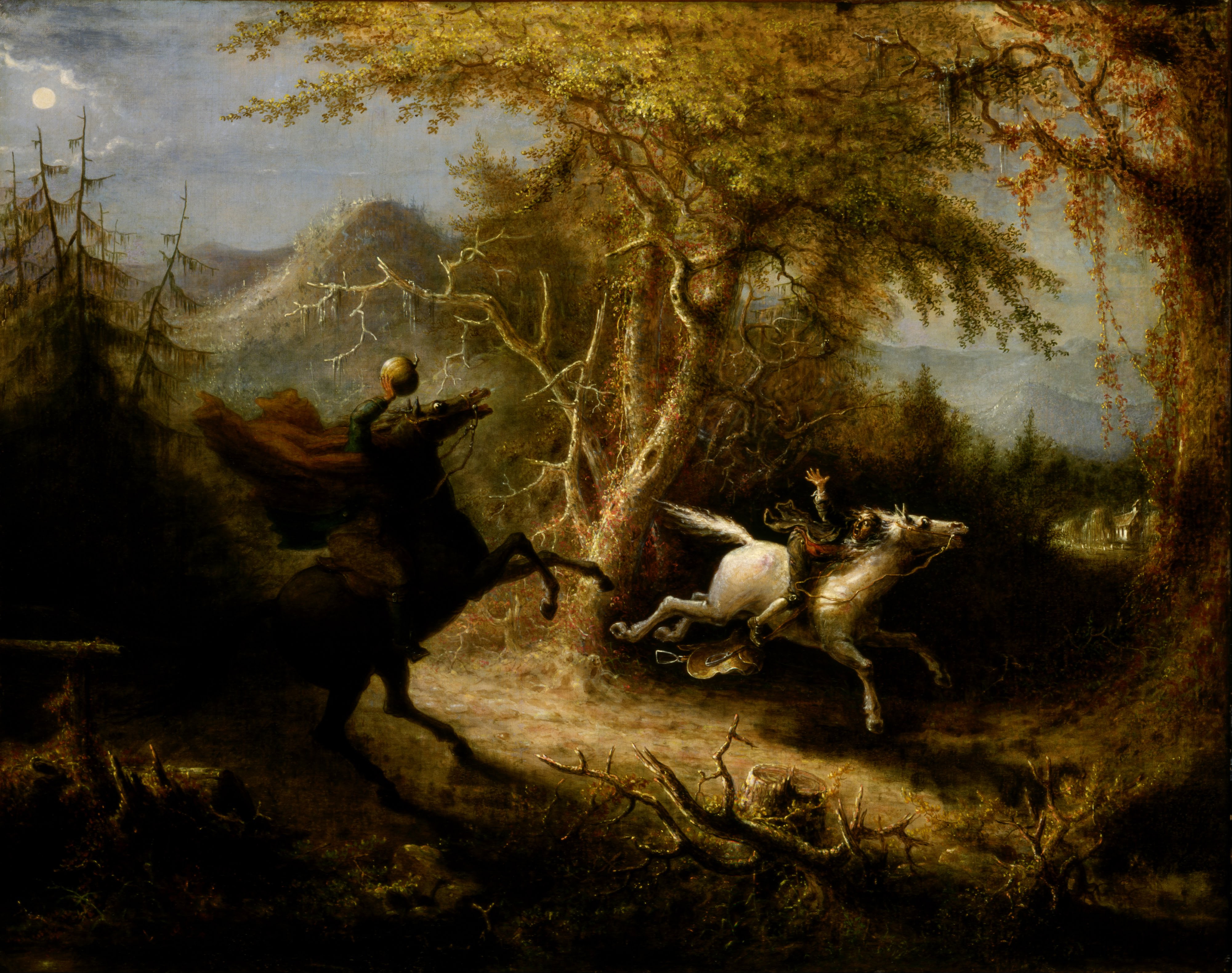
イカボッド・クレーンを追う首無し騎士（「スリーピー・ホロウ」から）(1858) Smithsonian American Art Museum
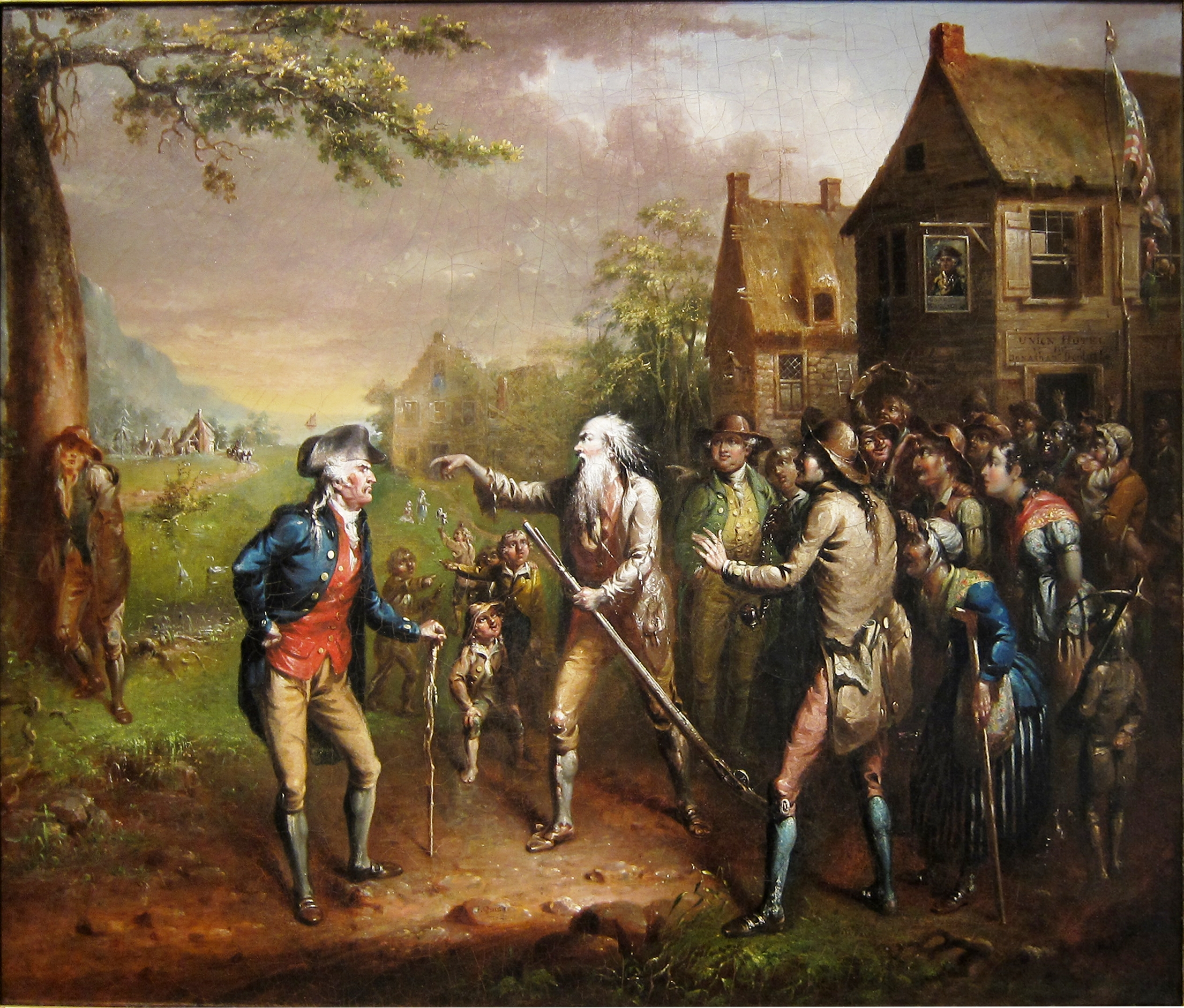
リップ・ヴァン・ウィンクル(1829) シカゴ美術館
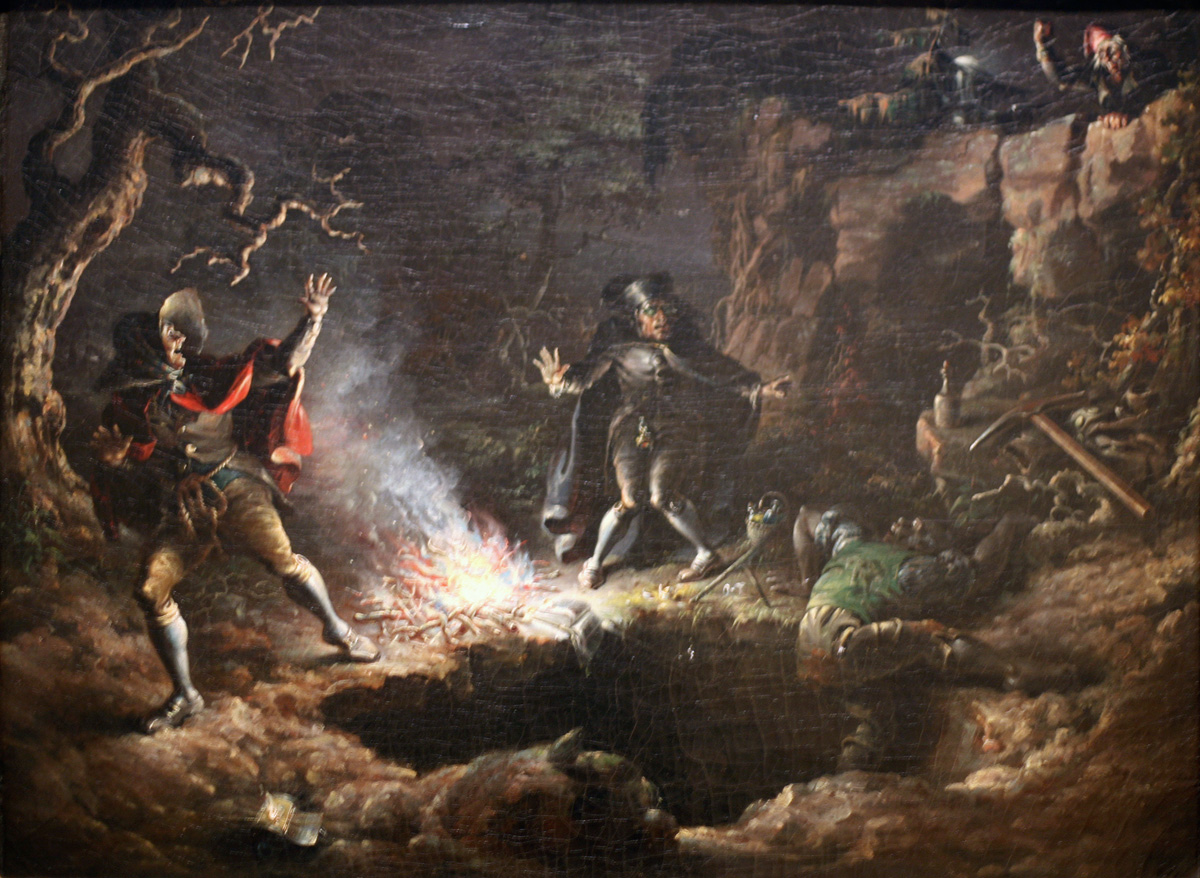
「The Money Diggers」(1832) アーヴィングの小説から ブルックリン美術館
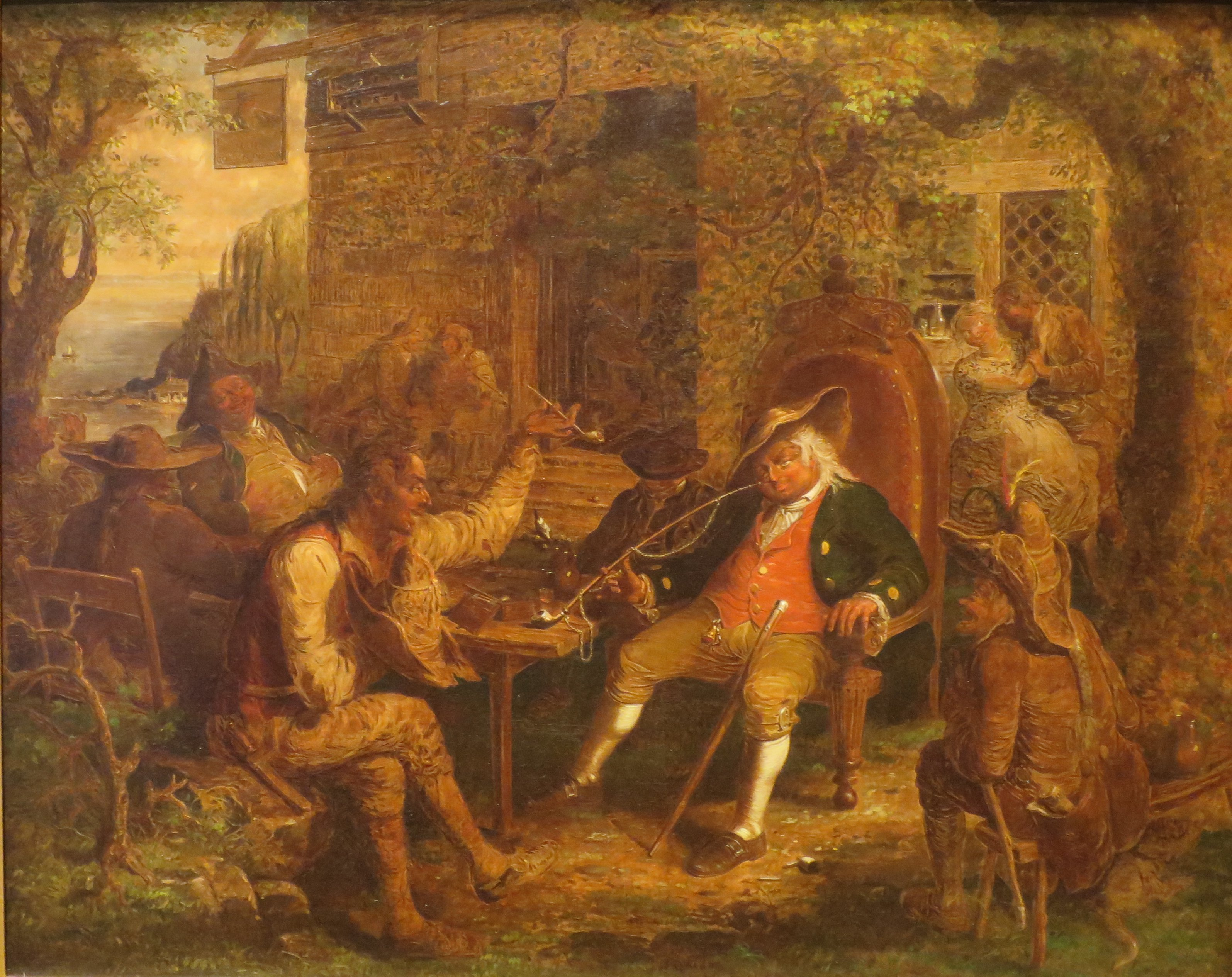
「Wolfert Webber at the Inn」(1857) アーヴィングの小説から ハイ美術館